# Utråkket
Utråkket (norwegisch für Das Unzertrampelte) ist ein vereistes Tal im ostantarktischen Königin-Maud-Land. Es liegt zwischen dem Skappelnabben und dem Enden in der Kirwanveggen der Maudheimvidda.
Norwegische Kartografen, die es auch benannten, kartierten das Tal anhand von Vermessungen und Luftaufnahmen der Norwegisch-Britisch-Schwedischen Antarktisexpedition (1949–1952) sowie der Dritten Norwegischen Antarktisexpedition (1956–1960).